# Troldtekt
Troldtekt A/S er en dansk producent af plader i træbeton, som har hovedkvarter i Aarhus med produktion i Troldhede. Virksomheden kendes for deres Troldtekt-plader og produktsortimentet inkluderer akustikplader og ventilationsplader. A/S Troldhede Pladeindustri blev etableret i 1935. Siden 2009 er virksomheden kendt som Troldtekt, og siden 2022 er den ejet af irske Kingspan Group. I 2023 havde Troldtekt 168 ansatte, og de omsatte for ca. 477 mio. kroner.